# 卡尔韦内
卡尔韦内（義大利語：Calvene），是意大利威尼托大区维琴察省的一个市镇。总面积11平方公里，人口1326人，人口密度120.5人/平方公里（2009年）。国家统计（ISTAT）代码为024020。